# Danilo Mesquita
Danilo Mesquita Santos de Oliveira (Salvador, 26 de fevereiro de 1992) é um ator, cantor e compositor brasileiro.

## Biografia
É filho da técnica em enfermagem Iracema Mesquita e do produtor de eventos Manoel Mendes. Nascido e criado em Salvador, em 2010 passou a se residir no Rio de Janeiro para investir em sua carreira de ator. De origem de uma família simples, por conta da falta de dinheiro, Danilo enfrentou dificuldades quando se mudou para o Rio, recebendo o apoio da família e do amigo ator Dan Ferreira, que o ajudou por alguns meses com a alimentação.

## Carreira
Iniciou sua carreira como futebolista, se dedicando durante sete anos ao futebol, fazendo peneira na categoria júnior nos times Vitória, Bahia e Galícia. Aos 17 anos, enquanto estava jogando uma partida, foi descoberto por um olheiro, que o convidou para trabalhar como modelo em uma agência. Danilo decidiu aceitar e desistir da carreira de futebol por achar que não tinha disciplina de atleta. Aos 18 anos, se mudou para o Rio de Janeiro, passando a morar em um apartamento da agência com outros modelos. Um mês depois, ele foi orientado pela agência a estudar teatro, sendo assim começou a fazer teatro na Nu Espaço em Botafogo. Danilo se formou em artes dramáticas e produzia os seus próprios projetos, envolvidos com fotografia, roteirização e edição. Em 2011, fez testes para integrar no elenco da novela Fina Estampa, mas não passou. Após se formar no teatro, esteve no elenco das peças teatrais Paixão de Cristo e O Mercador de Veneza.
Em 2015, fez sua estreia em novelas, interpretando Máximo na novela das sete I Love Paraisópolis exibida na TV Globo. Em 2016 interpretou um dos antagonistas centrais da segunda temporada da novela Os Dez Mandamentos, o rebelde Tales. No mesmo ano, participou de dois episódios da série 3% da Netflix interpretando Alexandre. Ainda em 2016, viveu o músico Nicolau, um jovem vítima de câncer na novela das sete Rock Story. Em 2017, integrou no elenco da peça teatral Rio Mais Brasil - O Nosso Musical como o assistente Kadu. Em 2018, ele e o ator Ravel Andrade, que também são cantores, compositores e violonistas, formaram o duo Beraderos. No mesmo ano, ganhou destaque interpretando Valentim na novela das nove Segundo Sol. Ainda em 2018, foi convidado para protagonizar a série Malhação: Toda Forma de Amar e renovar com a TV Globo, mas Danilo negou e decidiu manter o contrato por obra com a emissora.
Em 2019, protagonizou a série Spectros que foi exibida na Netflix em 2020. Em fevereiro, sua banda Beraderos assinou com A Nascimento Música, selo criado por Milton Nascimento e seu filho Augusto, iniciando as gravações do primeiro álbum do grupo. Em agosto, estrelou seu primeiro filme, interpretando Teto no longa metragem Ricos de Amor, uma comédia romântica estrelada pela Netflix com estreou em 2020. Em julho, foi escalado para o remake da novela Éramos Seis. Na trama ele interpretou o estudante de medicina Carlos, um dos protagonistas, que morreu após ser ferido a tiros em uma manifestação. Em 2020, viveu Xande no curta-metragem Sobre Nossas Cabeças. No dia 1 de outubro de 2021, seu duo Beraderos lançaram seu primeiro álbum autoral, chamado Beraderos, via gravadora Biscoito Fino. Conta com 11 faixas, e singles já lançados anteriormente como "Flor de Laranjeira". Na canção "Caminhar" dividem a voz com o cantor Milton Nascimento. Em 2022 interpreta Joaquim, um dos protagonistas da novela das seis Além da Ilusão, sendo o vilão da história. Após a novela, em agosto, gravou o filme Ricos de Amor 2. Em 2023, de abril até julho, gravou a série de comédia romântica O Amor da Minha Vida, do Star+. De agosto até setembro, gravou a série Sutura, um thriller médico, do Amazon Prime Video.

## Vida pessoal
Entre 2014 e 2016, namorou por dois anos a cantora Bruna Araújo, filha da atriz Emanuelle Araújo. Entre 2017 e 2018, namorou a atriz Amanda Grimaldi. Desde 2021, namora a atriz Domenica Dias, filha de Mano Brown.

## Filmografia

### Televisão
| Ano  | Título                   | Personagem                         | Notas                               |
| ---- | ------------------------ | ---------------------------------- | ----------------------------------- |
| 2015 | I Love Paraisópolis      | Máximo Evangelista Mourão (Primo)  |                                     |
| 2016 | Os Dez Mandamentos       | Tales                              |                                     |
| 2016 | 3%                       | Alexandre Nogueira                 | Episódio: "Cubos" Episódio: "Botão" |
| 2016 | Rock Story               | Nicolau Sabóia                     |                                     |
| 2018 | Segundo Sol              | Valentim Batista Figueiredo Falcão |                                     |
| 2019 | Éramos Seis              | Carlos Abílio de Lemos             |                                     |
| 2020 | Spectros                 | Felipe Pardal (Pardal)             |                                     |
| 2022 | Além da Ilusão           | Joaquim Alves                      |                                     |
| 2022 | Dates, Likes & Ladrilhos | Ricardo                            | Episódio: "Ricardo"                 |
| 2024 | Sutura                   | Theodoro Vasconcelos (Theo)        |                                     |
| 2024 | Amor da Minha Vida       | Marcelo Duarte                     |                                     |

### Cinema
| Ano  | Título               | Personagem                   | Notas          |
| ---- | -------------------- | ---------------------------- | -------------- |
| 2020 | Ricos de Amor        | Teodoro Trancoso Neto (Teto) |                |
| 2020 | Sobre Nossas Cabeças | Xande                        | Curta-metragem |
| 2023 | Ricos de Amor 2      | Teodoro Trancoso Neto (Teto) |                |
| 2025 | O Advogado de Deus   | Alberto                      |                |

## Teatro
| Ano  | Título                           | Personagem |
| ---- | -------------------------------- | ---------- |
| 2012 | Paixão De Cristo                 | Mateus     |
| 2014 | O Mercador Veneza                |            |
| 2017 | Rio Mais Brasil: O Nosso Musical | Kadu       |

## Discografia

### Trilha sonora
| Ano  | Canção               | Gravadora |
| ---- | -------------------- | --------- |
| 2017 | "Não Vá" (Banda 4.4) | Som Livre |

#### Álbuns de estúdio
| Álbum     | Detalhes                                                                                   |
| --------- | ------------------------------------------------------------------------------------------ |
| Beraderos | - Lançamento: 1 de outubro de 2021 - Formatos: download digital - Gravadora: Biscoito Fino |

### Singles
| Ano  | Título                               | Álbum     |
| ---- | ------------------------------------ | --------- |
| 2020 | "Felicidade"                         | Beraderos |
| 2020 | "Caminhar" (feat. Milton Nascimento) | Beraderos |
| 2021 | "Flor de Laranjeira"                 | Beraderos |

## Prêmios e indicações
| Ano  | Prêmio                                                  | Categoria                                 | Nomeações            | Resultado |
| ---- | ------------------------------------------------------- | ----------------------------------------- | -------------------- | --------- |
| 2018 | Prêmio Contigo! de TV                                   | Melhor Ator Coadjuvante                   | Segundo Sol          | Indicado  |
| 2020 | Prêmio BreakTudo                                        | Ator Brasileiro                           | Éramos Seis          | Indicado  |
| 2020 | Prêmio Toda Teen                                        | Casal Ficção (com Giovanna Lancelotti)    | Ricos de Amor        | Indicado  |
| 2020 | Capricho Awards                                         | Artista Nacional                          | Ricos de Amor        | Indicado  |
| 2021 | Séries em Cena Awards                                   | Melhor Ator Nacional de Filme             | Ricos de Amor        | Venceu    |
| 2021 | Favera - Festival Audiovisual Vera Cruz                 | Melhor Atuação (com Dan Ferreira)         | Sobre Nossas Cabeças | Venceu    |
| 2021 | Inhapim Cine Festival Cruz                              | Melhor Ator Coadjuvante                   | Sobre Nossas Cabeças | Venceu    |
| 2021 | Cinemaz - Festival Internacional de Cinema Independente | Melhor Ator Coadjuvante de Curta-metragem | Sobre Nossas Cabeças | Venceu    |
| 2021 | Festival de Cinema de Rua de Remígio                    | Melhor Ator (com Dan Ferreira)            | Sobre Nossas Cabeças | Venceu    |